# Millstreet
Millstreet er en irsk provinsby med et indbyggertal på omkring 1.500. Den blev internationalt kendt som værtsbyen for Eurovision Song Contest 1993.
52°03′37″N 9°03′40″V / 52.0603°N 9.0611°V